# Miedniki (województwo opolskie)
Miedniki (niem. Miednik, Kupferhammer) – nieistniejąca już wieś w Polsce na terenie współczesnego województwa opolskiego (powiat nyski, gmina Nysa).
Dawniej wieś z pałacem i majątkiem ziemskim Ober Ochsenhof, gmina jednostkowa. Od 1945 w Polsce, gdzie ustanowiła gromadę w gminie Siestrzechowice w powiecie nyskim, od 1950 w województwie opolskim. W związku z reformą administracyjną kraju jesienią 1954 Miedniki weszły w skład nowo utworzonej gromady Siestrzechowice, a od 31 grudnia 1961 gromady Koperniki.
Zostały wysiedlone i zatopione w 1971 roku kosztem budowy Jeziora Nyskiego (zaporowy zbiornik retencyjny na Nysie Kłodzkiej oddany do eksploatacji w 1972 roku).